# 金斯敦 (馬里蘭州)
金斯敦（英語：Kingstown）是位於美國馬里蘭州安妮女王縣的一個普查規定居民點。

## 人口
根據2020年美國人口普查的數據，金斯敦的面積為6.68平方千米，當中陸地面積為5.87平方千米，而水域面積為0.81平方千米。當地共有人口1689人，而人口密度為每平方千米252.84人。